# ناتالی لمبرت
ناتالی لمبرت (انگلیسی: Nathalie Lambert؛ زادهٔ ۱ دسامبر ۱۹۶۳) اسکیت‌باز سرعت اهل کانادا است.